# Продвижение фильма
Продвижение или промоушен фильма (англ. Film promotion, киномаркетинг) — практика стимулирования сбыта в киноиндустрии, связанная главным образом с кинопрокатом.
Продвижение начинается почти одновременно с написанием сценария, занимается этим продюсер. Для продвижения фильма кроме самого фильма съёмочной группой готовится стандартный комплект рекламных материалов, в который входят расширенная аннотация, список основного состава творческой группы, фотографии наиболее выразительных кадров фильма, которые снимает прикрепленный к группе фотограф фотоцеха во время съёмок на натуре и в павильоне. Часть фотографий из комплекта передается в печатные и сетевые СМИ. Кроме того, для продвижения киностудия готовит рекламные ролики, которые монтируются из дублей, не вошедших в фильм, или отснятых специально. Важное значение для промоушена имеют киноплакаты.
Ещё до выхода фильма начинается рекламная кампания: проводятся пресс-конференции, репортажи со съёмок, рекламные ролики транслируются по телевидению и показываются в кинотеатрах, фотографии и интервью публикуются в прессе. Один из важных моментов продвижения — организация громкой премьеры фильма с приглашением звёзд и знаменитостей, обеспечивающих резонанс в СМИ.
Продюсер просчитывает заранее, сколько кинотеатров купят фильм, сколько зрителей его посмотрят, а также насколько он окупится и какую принесёт прибыль. Продвижению фильма также способствует участие картины в различных кинофестивалях, номинациях на кинопремии. После того как прокат фильма в сети кинотеатров налажен, начинается широкое производство видеокассет и оптических дисков. Иногда DVD появляются почти параллельно с началом проката на большом экране. Самая широкая аудитория получает возможность познакомиться с картиной, когда она выходит на телеэкран.

## Техники
Рекламная работа ведётся по нескольким направлениям, в том числе: сеть кинотеатров, интернет, радио, телевидение, видео, печатные издания, сопутствующие товары.

### Кинотеатры
- Тизеры и трейлеры — основа[источник не указан 3155 дней] продвижения фильма.
- Постеры[англ.] и флаеры
- Слайд-шоу в фойе кинотеатров
- Стенды, тантамарески

### Телевидениеирадио
- Кинопрокатчики приобретают платную рекламу на ТВ — это возможность эффективно познакомить зрителями с будущим фильмом непосредственно в аудиовизуальной среде, продемонстрировав все достоинства продукта[1].
- Используется вставка в качестве постера или даже кадров из фильма в различных ТВ-шоу[2].
- В качестве рекламы используются также интервью с режиссёрами или актёрами, которые транслируют во время новостных выпусков или передач.
- Документальные фильмы о съёмке сериалов и других кинопродуктов (чаще всего использует HBO, Starz, Showtime).
- Трейлеры, промо-материалы, кадры со съёмок вставляют в прокатные видео и DVD.

### Интернет
- Реклама, связанная тематически, призвана в конечном итоге привести пользователя на страницу с промо или трейлером.
- Вирусный маркетинг, распространение рекламных роликов, псевдоутечка трейлеров или других материалов.
- Создание отдельных киностудий, реклама с помощью короткометражек.
- Маркетинг в социальных сетях.

### Печатные издания
- Реклама в газетах, журналах
- Перекрёстное продвижение книги-первоисточника (часто в новом оформлении) или новеллизации (комиксизации)

### Мерчандайзинг
- В фастфуд-сетях можно встретить наборы игрушек в виде персонажей мультфильмов и фантастических фильмов.
- Платное совместное брендирование (Aston Martin и серия фильмов о Джеймсе Бонде).

### Исследования аудитории
Выделяется 7 типов исследования аудитории, согласно книге Роберта Марича. Большая часть таких исследований проводится крупными компаниями и включает такие области:
1. Сравнение с другими фильмами, которые выходят в прокат в то же время.
2. Тестовые показы готовых плёнок.
3. Исследование реакции аудитории после запуска рекламных материалов.
4. Опрос зрителей за 6 недель до премьеры фильма.
5. Выездные опросы, призванные оценить эффективность маркетинга и возрастную шкалу зрителей.
6. Тестирование концепции фильма, которое производится ещё до его производства.
7. Тестирование названия на ранней стадии[1].

## История и примеры

### 1950-е — 1980-е
Одним из первых киномаркетологов называют Уильяма Касла, известного своеобразной «раскруткой» своих фильмов ужасов. Например, в газетах публиковали рекламу в виде страховки на случай смерти зрителей от испуга во время просмотра его фильма «Мрак» (1958).
Опыт Касла перенял Альфред Хичкок, лично участвовавший в промоушене своего триллера «Психо» (1960). Во всех кинотеатрах США опоздавших в зал строго запрещалось пускать на сеанс, а в фойе кинотеатров дежурили подставные медсёстры на случай, если кому-то из зрителей станет плохо.
Когда в 1977 году на экраны вышел первый фильм франшизы «Звёздные войны» Джорджа Лукаса, в сети ресторанов быстрого питания Burger King продавали газировку в коллекционных стаканах с героями фильма, причём каждую неделю менялся персонаж. Телевизионная реклама была нацелена одновременно на фильм и на Burger King. Также были рисованные постеры и наборы наклеек.
В 1987 в Happy Meal (детском комплексном заказе еды, используемом в сети ресторанов быстрого питания McDonald’s) впервые появились игрушки с диснеевской тематикой.

### 1990-е — 2010-е
В 1999 году вышел фильм «Ведьма из Блэр: Курсовая с того света». Рекламные материалы были сделаны таким образом, чтобы подчеркнуть, что история, рассказанная в фильме, не выдуманна, а основана на реальных событиях, случившихся в октябре 1994 года с группой студентов. Было объявлено, что в лесах штата Мэриленд обнаружена киноплёнка, отснятая пропавшими студентами, из которой и смонтирован фильм. На сайте IMDb исполнители главных ролей некоторое время были помечены как «пропавшие без вести, предположительно мертвы». Актёры фильма, носящие такие же имена, как и их персонажи, впоследствии снимались во многих картинах, хотя создатели «Ведьмы из Блэр» уверяли в ходе рекламной кампании об их гибели.
Во время пресс-мероприятий к фильму «Борат» (2006) Саша Барон Коэн давал интервью в образе своего героя-журналиста. Тем же приёмом пользовались Уилл Феррелл перед премьерой комедии «Телеведущий 2: И снова здравствуйте» (2013) и Райан Рейнольдс, исполнивший главную роль в «Дэдпуле» (2016).
К премьере «Симпсонов в кино» (2007) магазины сети 7-Eleven были стилизованы под магазины «На скорую руку».
В рамках рекламной кампании «Прометея» (2012) Ридли Скотта были созданы ролики «из будущего», в т. ч. лекция «на конференции TED 2023 года».
Фантастический фильм «Хроника» (2012), снятый в стиле найденной плёнки, получил известность за счёт незаурядного вирусного видео: над Нью-Йорком пролетели три подростка — подобно героям фильма, получившим способность к левитации. Вскоре раскрылось, что на самом деле по воздуху летали аэропланы, похожие на людей. При бюджете в 12 миллионов долларов фильм получил 126 млн.